# آر سی جونجا
آر سی جونجا (انگلیسی: R C Juneja؛ زادهٔ ۲۸ ژوئیهٔ ۱۹۵۵) کارآفرین اهل هند است، که در سال ۱۹۹۵ شرکت منکایند را تأسیس کرد.